# 우타노 쇼고
우타노 쇼고(일본어: 歌野 晶午, 1961년 9월 26일 ~ )는 일본의 추리 소설가이다. 본명은 우타노 히로시(歌野博史). 신본격파 추리 작가로 분류된다. 시마다 소지의 추천으로 《긴 집의 살인》을 발표하며 등단하였다. '쇼고'라는 필명도 시마다가 지어준 것이다. 대표작으로 《밀실살인게임》, 《벚꽃 지는 계절에 그대를 그리워하네》가 있다.

## 작품 목록

### 집의 살인 시리즈
- 긴 집의 살인(長い家の殺人, 1988)
- 흰 집의 살인(白い家の殺人, 1989)
- 움직이는 집의 살인(動く家の殺人, 1989)
- 방랑탐정과 일곱 개의 살인(放浪探偵と七つの殺人, 1999)

### 밀실살인게임 시리즈
- 밀실살인게임(密室殺人ゲーム王手飛車取り, 2007)
- 밀실살인게임 2.0(密室殺人ゲーム2.0, 2009)
- 밀실살인게임 마니악스(密室殺人ゲーム・マニアックス, 2011)

### 마이다 히토미 시리즈
- 마이다 히토미 11세, 댄스 때때로 탐정(舞田ひとみ11歳、ダンスときどき探偵, 2007)
- 마이다 히토미 14세, 방과 후 때때로 탐정(舞田ひとみ14歳、放課後ときどき探偵, 2010)
- 박쥐와 애보기(コモリと子守り, 2012)

### 단권 작품
- 깨진 유리 유괴(ガラス張りの誘拐, 1990)
- 시체를 사는 남자(死体を買う男, 1991)
- 납치당하고 싶은 여자(さらわれたい女, 1992)
- ROMMY 그리고 노랫소리가 남았다(ROMMY そして歌声が残った, 1995)
- 5월 11일, 거울 살인(正月十一日、鏡殺し, 1996)
- 부두 차일드(ブードゥー・チャイルド, 1998)
- 아다치가하라의 귀신 밀실(安達ヶ原の鬼密室, 2000)
- 생존자 단 한 명(生存者、一名, 2000)
- 세상의 끝, 혹은 시작(世界の終わり、あるいは始まり, 2002)
- 관이라는 이름의 낙원에서(館という名の楽園で, 2002)
- 벚꽃 지는 계절에 그대를 그리워하네(葉桜の季節に君を想うということ, 2003)
- 우리 집에 놀러 오세요(家守, 2003)
- 마왕성 살인사건(魔王城殺人事件, 2004)
- 여왕님과 나(女王様と私, 2005)
- 그리고 명탐정이 태어났다(そして名探偵は生まれた, 2005)
- 해피엔드에 안녕을(ハッピーエンドにさよならを, 2007)
- 절망노트(絶望ノート, 2009)
- 봄에서 여름, 이윽고 겨울(春から夏、やがて冬, 2011)
- 늘 그대를 사랑했습니다(ずっとあなたが好きでした, 2014)
- D의 살인사건, 실로 무서운 것은(Dの殺人事件、まことに恐ろしきは, 2016)
- 디렉터스 컷(ディレクターズ・カット, 2017)